# 사르마 (루마니아 음식)
사르마(루마니아어: sarma, 복수 sarmale 사르말레[*])는 루마니아와 몰도바의 양배추말이이다. 바르저 아크러 또는 바르저 무라터라 불리는 염장 발효 양배추를 사용하기도 하며, 고기와 쌀이 소로 들어간다. 루마니아의 국민 음식 가운데 하나로 여겨진다.

## 이름
루마니아어 "사르마(sarma)"의 어원은 오스만어 "사르마(صرمه)이다. 튀르키예어나 세르비아어를 통해 차용된 것으로 추정된다. 복수형인 "사르말레(sarmale)"로부터 역형성된 단수형 "사르말러(sarmală)"는 규범 문법에 어긋난다고 여겨진다.
부코비나와 몰도바에서는 걸루치(루마니아어: găluci)로도 불린다. "덤플링"을 뜻하는 루마니아어 "걸루슈커(gălușcă)"의 활용형인 "걸루슈테(găluște)"와 관련이 있으며, 인접한 우크라이나에서 "양배추말이"를 부르는 이름인 "홀루브치(голубці)"와도 연관이 있다.

## 만들기
일반 양배추를 쓰기도 하고, 바르저 아크러 또는 바르저 무라터라 불리는 염장 발효 양배추를 사용하기도 한다. 소로는 다진 고기와 쌀을 넣는데, 주로 돼지고기를 쓰거나 돼지고기와 쇠고기를 섞어 쓴다. 팬에 기름을 두르고 양파를 볶다가 다진 고기, 토마토 페이스트나 퓌레, 파프리카가루, 쌀을 넣고 함께 익힌다. 백리향과 딜 등 허브를 넣기도 한다. 쌀이 반쯤 익으면 소를 양배추 잎에 말아 싸고, 냄비나 오븐 용기에 담고 국물을 부어 익힌다. 주로 머멀리거를 곁들여 먹는다.

## 사진

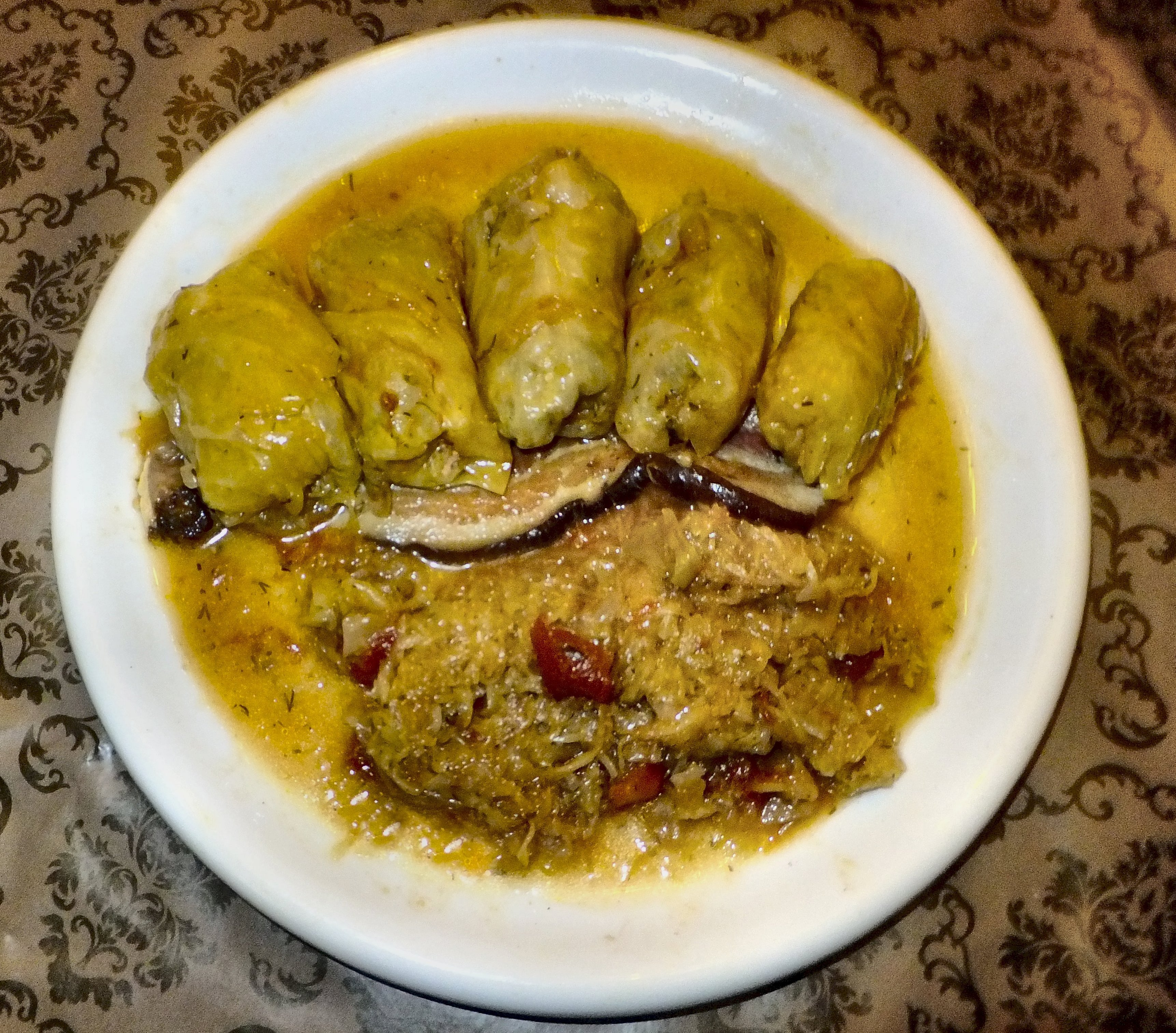
바르저 아크러로 만든 사르마

## 같이 보기
- 사르마